# Sergio Berti
Pour les articles homonymes, voir Berti.
Sergio Berti est un footballeur international argentin, né le 17 septembre 1969 à Villa Constitución dans la province de Santa Fe en Argentine. Il évoluait au poste de milieu de terrain.

## Biographie
Il joue pour de nombreux clubs, notamment Boca Juniors, River Plate et Parme.
Il est sélectionné à 22 reprises en équipe d'Argentine. Il participe à la Coupe du monde 1998 qui se déroulait en France. Il est arrivé jusqu'en quart de finale avec sa sélection nationale.